# Dona Inês (kommun)
Dona Inês är en kommun i Brasilien.   Den ligger i delstaten Paraíba, i den östra delen av landet, 1 700 km nordost om huvudstaden Brasília. Antalet invånare är 10 517.
Följande samhällen finns i Dona Inês:
- Dona Inês

Omgivningarna runt Dona Inês är huvudsakligen savann. Runt Dona Inês är det ganska tätbefolkat, med 90 invånare per kvadratkilometer.